# Husby
För andra betydelser, se Husby (olika betydelser).

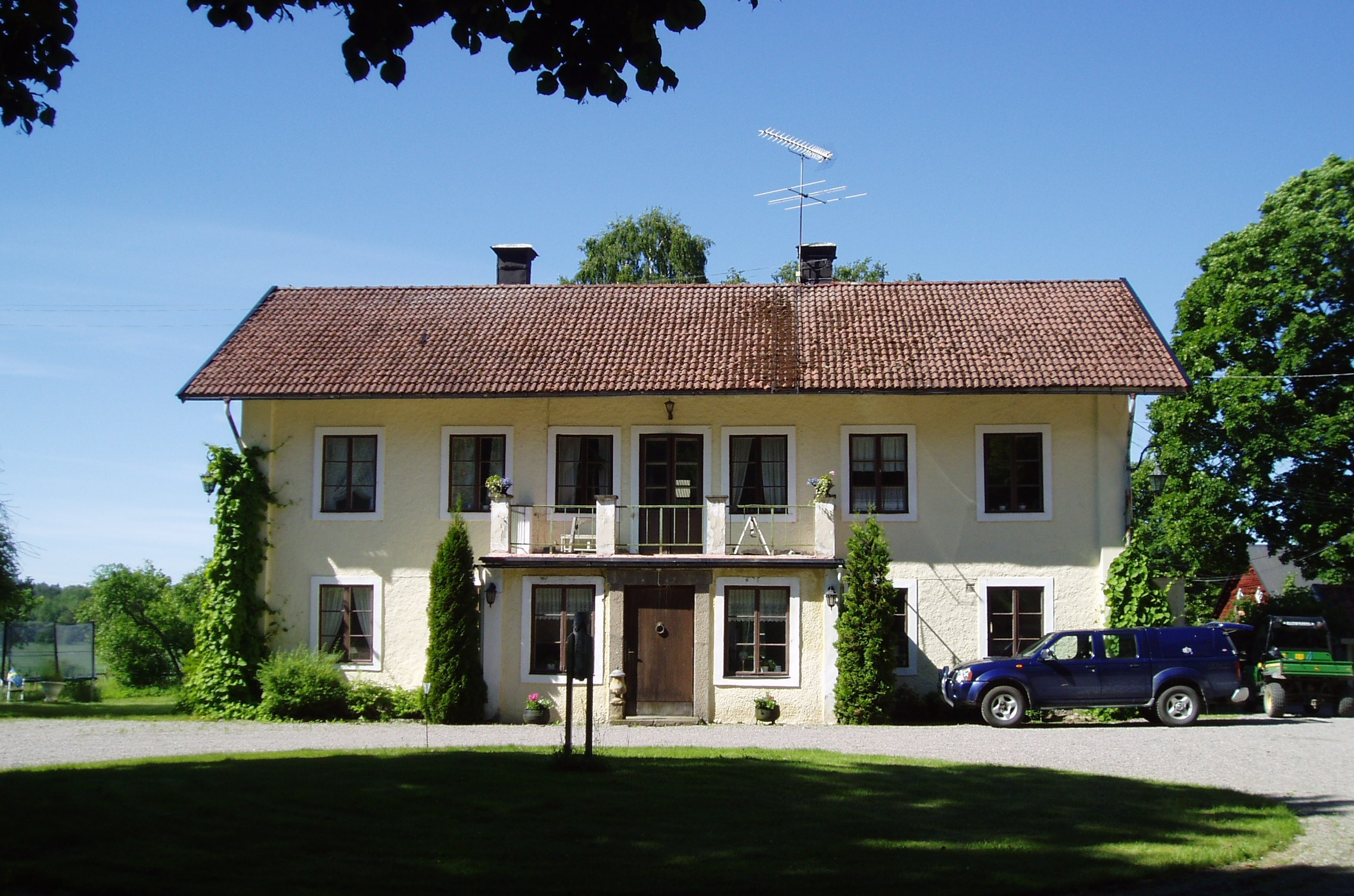
Husby gård på Munsö i nutid

Husbyar eller husabyar var kungsgårdar med funktion som stödjepunkter och uppbördscentra för kungamakten under tidiga medeltiden i Sverige, Norge och Danmark. De svenska husabyarna ingick i godskomplexet Uppsala öd, vilket följde med kungaämbetet. Appellativet "husaby" gavs ofta till befintliga gårdar som dittills burit andra namn.

## Husbyarnas geografiska fördelning
I Sverige fanns cirka 70 husabyar, de flesta i Mälardalen (nämnas kan Husby gård vid Stockholmsförorten Husby, Husby gård på Munsö samt Husaby-Enhörna kungsgård; enbart i Uppland fanns 25 stycken). Utanför Mälardalen kan nämnas Husaby i Västergötland, Husbyfjöl i Östergötland och Huseby i Småland. Det stora antalet husabyar försvårar placeringen av vissa historiska händelser.
Husbyar anses höra till den tidigmedeltida administrativa indelningen och har en jämn spridning i sina respektive områden. De brukar ligga strategiskt i sin bygd, och utgjorde ofta ett slags förråd för närmaste kung, förvaltat av hans bryte. Hyenstrand (1974) framhåller i sin avhandling om husbyar i Uppland, Södermanland och Västmanland att husbyarna för det mesta låg kommunikationsmässigt centralt vid vattenleder, åmynningar och vikar. Vid många av dem fanns dessutom kungshögar eller storhögar.

## Oklar tidpunkt för husabysystemets uppkomst
Husabysystemets ålder är svår att fastställa, mycket beroende på att en viss bebyggelseenhet ofta kan ha varit bebodd i århundraden innan den blev en kunglig husaby och bytte namn. Äldre historieskrivare försökte med argument från Ynglingasagans berättelser om att husabyarna skulle ha byggts upp av Bröt-Anund hävda att de skulle ha skapats redan på 600-talet. Oscar Almgren, Birger Nerman och Sune Lindqvist hade ännu under 1920- och 30-talen denna uppfattning. Därefter har forskare förespråkat senare tillkomsttider: Mats G. Larsson anser att de tillkommit under 900-talet, Björn Ambrosiani att de skapades före 1000-talet, och Keith Wijkander har framfört åsikten att de skapades under en relativt kort period under 1100-talet.
Så gott som alla forskare är dock överens om att husabyarna under 1200-talet hade förlorat sin funktion, och att flera av dem då befann sig i privat ägo.